# Ernst Pühn

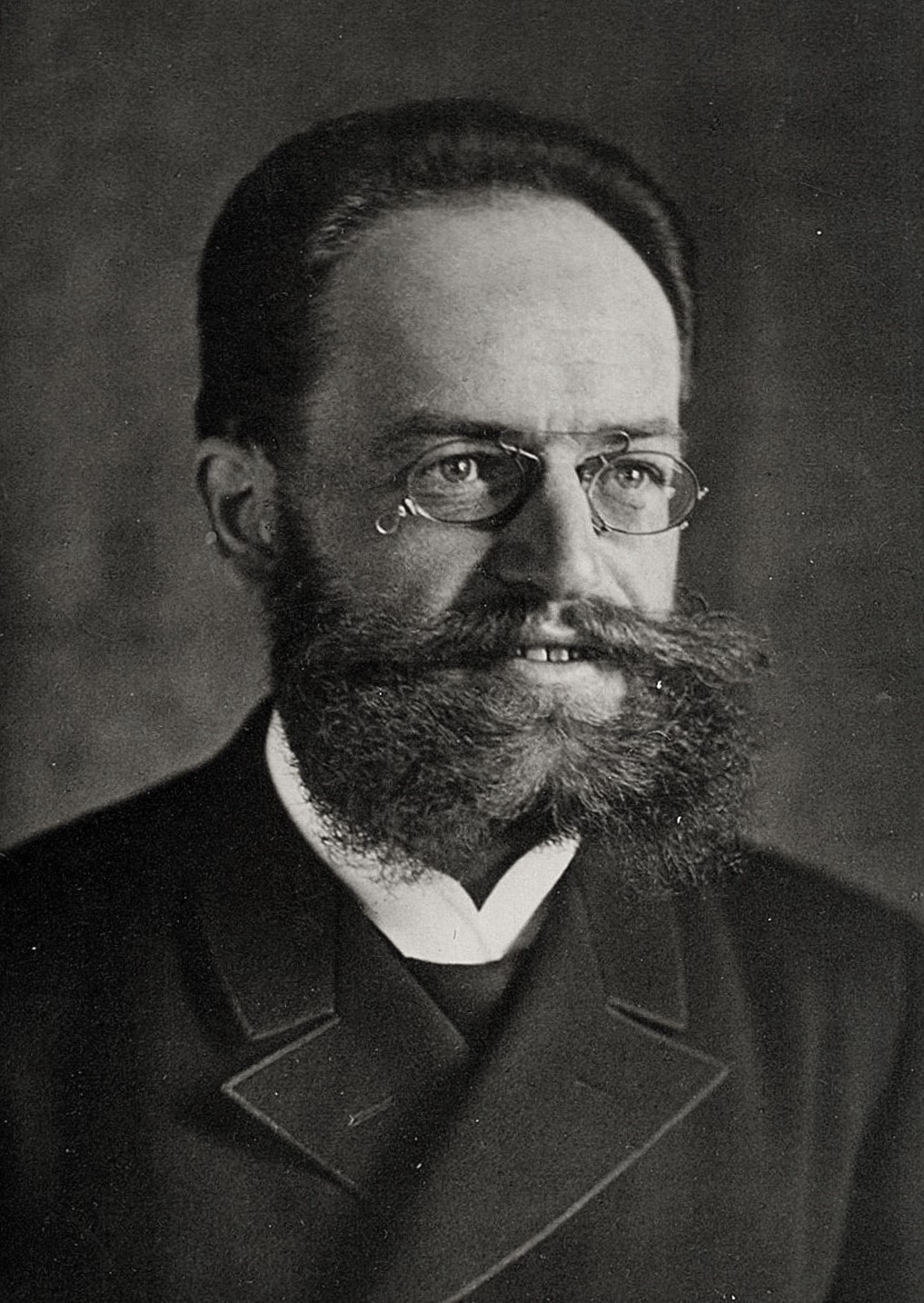
Ernst Pühn, ca. 1910

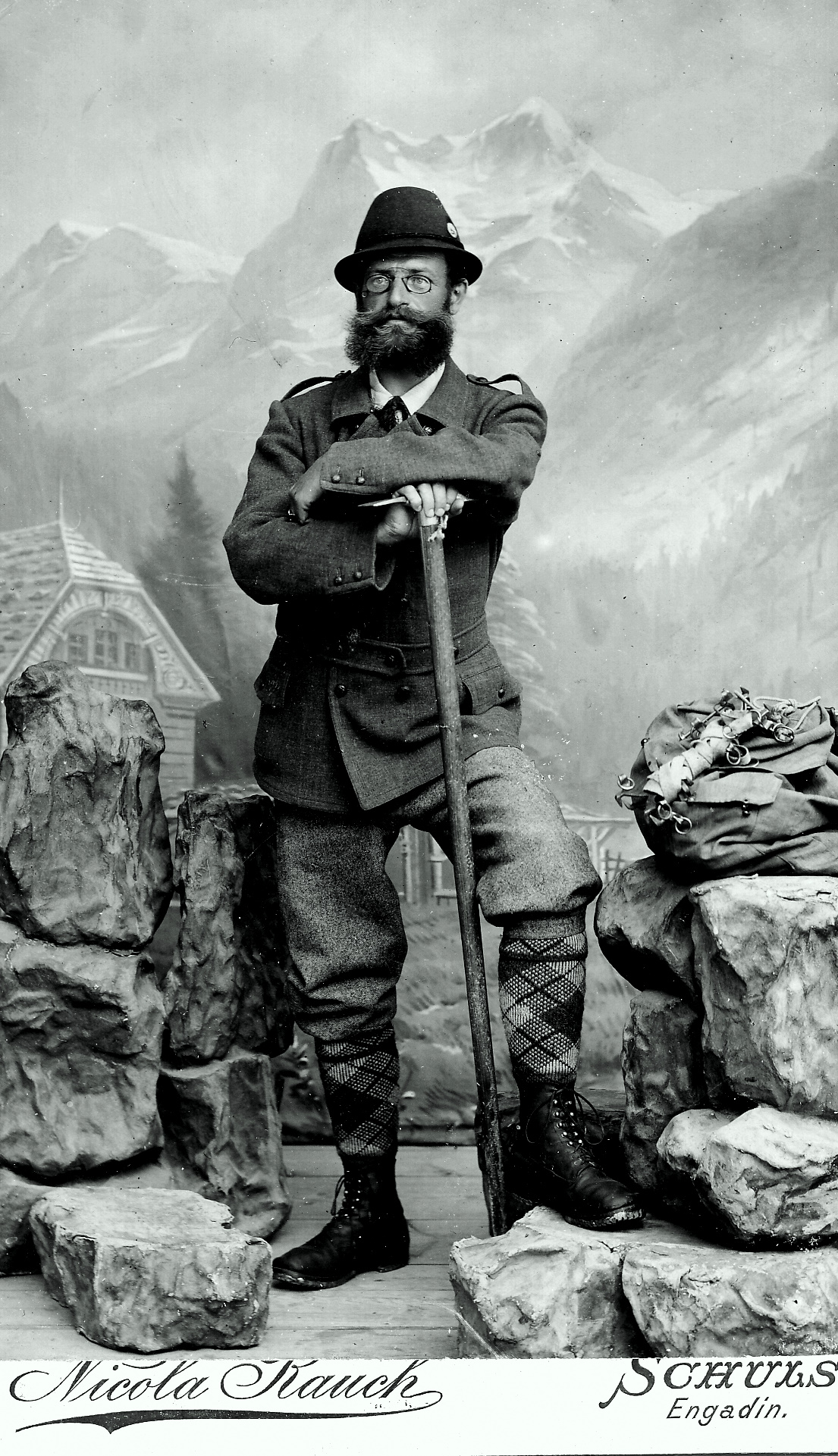
Ernst Pühn als Bergsteiger, Scuol Engadin, ca. 1910

Ernst Wilhelm Benedikt Pühn (* 20. April 1858 in Hof (Saale); † 9. August 1920 in Vex VS) war ein deutscher Bankdirektor und Alpinist.

## Leben
Ernst Pühn war der Sohn des Direktors der  Bayerischen Hypotheken & Wechselbank und der  Bayerischen Notenbank, Theodor von Pühn (1829–1900). Nach dem Tod des Vaters 1900 wurde er selbst zum Direktor der beiden Banken berufen und blieb dies bis zu seinem Tod.
Seine Schwester war die deutsche Genremalerin Sophie Kleinfeller-Pühn (1864–1931). Er heiratete 1886  Friederike Pühn, geb. Schuster (1866–1910) und bekam vier Töchter. Jede der vier Pühntöchter heiratete einen  Hochschullehrer, Emilie (1887–1984)   den Chemiker Rudolf Pummerer (1882–1973), Friederike (1889–1926) den Physiker Karl Ludwig Föppl (1887–1976), Theodora (1891–1977) den Arzt Wilhelm Nonnenbruch (1887–1955)  und Sophie (1893–1965) den Bildhauer Bernhard Halbreiter (1881–1940).
Nach Beendigung  des Jurastudiums begann Ernst Pühn 1880 seine alpinistische Laufbahn als Mitglied der Sektion Bern des Schweizer Alpenclubs und hatte bis zum Jahr 1911 alle selbständigen Gipfel der Alpen über 4000 m  bestiegen. Dies gelang ihm als zweitem Bergsteiger hinter dem Österreicher Karl Blodig (1859 – 1956), der  1911 als erster diesen Rekord aufgestellt hat. Insgesamt hat Pühn 80 Viertausender bestiegen, da er einzelne mehrmals machte. Seit 1908 unternahm er auch Hochtouren im Winter und hat zu diesem Zweck noch das Skifahren gelernt.  Im Jahre 1895 gelangen Pühn im Unterengadin einige Premieren, so die erste Besteigung von Piz Nair (2950 m), Piz Plattuns (2891 m) und Piz Plattas Ostgipfel (3016 m). Die nach ihm benannte Pühnspitze zwischen Piz Pisoc und Piz dals Vadès in der Gemeinde Scuol ist einer von 47 Personengipfeln in den Bündner Bergen. Er unternahm  noch mit 62 Jahren bis zu seinem Unfalltod 1920 Bergtouren in der Schweiz. Am 8. August 1920 überschlug sich der Postwagen in der Nähe von Vex (Evolen-Sitten) und Ernst Pühn starb noch am selben Tag an seinen inneren Verletzungen.

## Ehrungen
- goldenes Ehrenzeichen des Schweizer Alpenclubs